# Emmanuelle Arsanová
Emmanuelle Arsanová (rodným jménem Marayat Bibidhová; 19. ledna 1932 Bangkok – 12. června 2005 Chantelouve) byla thajsko-francouzská spisovatelka. Proslula sérií erotických románů, jež spojuje hlavní hrdinka Emmanuelle, a které byly i úspěšně zfilmovány a staly se klasikou erotického žánru. Neustále se však vedou spory, zda skutečným autorem románů není její manžel.

## Život
Narodila se do aristokratické siamské rodiny úzce svázané s královskou rodinou. Po absolvování základní školy byla rodiči poslána na středoškolská studia do Švýcarska, na drahou soukromou školu Institut Le Rosey, kde se učilo francouzsky a anglicky. Od té doby psala francouzsky a napsala ve francouzštině i všechna svá díla. Na plese v roce 1948 se jako šestnáctiletá poprvé setkala se svým budoucím manželem, třicetiletým francouzským diplomatem Louisem-Jacquesem Rolletem-Andrianem. Vzali se v roce 1956 a poté se usadili v Thajsku, kde Louis-Jacques získal diplomatické místo na misi UNESCO v Bangkoku. Louis-Jacques vyznával filozofii kolektivního sexu a jejich byt v Bangkoku se stal místem četných swingers party. Brzy se tam k nim připojil italský šlechtic a playboy Alessandro "Dado" Ruspoli, který se stal jakýmsi vůdcem jejich sexuálního kultu a ovlivnil i filozofii manželů.
Román Emmanuelle byl původně vydán a distribuován tajně ve Francii v roce 1959, bez uvedení jména autora. Následná vydání byla podepsána pseudonymem Emmanuelle Arsanová, ale identita autorky nebyla ještě dlouho známa. Když byla její identita odhalena, pokoušela se prosadit i jako herečka, což se jí ale nepodařilo. Největší příležitost dostala v americkém snímku The Sand Pebbles (1966), během jehož natáčení měla údajně románek se Stevem McQueenem. V roce 1963 se oba manželé přesunuly do Evropy, žili střídavě v Římě, Benátkách a Paříži. Na začátku 80. let zakoupili osamělé sídlo na jihu Francie, poblíž obce Callas. Nazvali ho Chantelouve d'Emmanuelle.
V závěru života jí musely být amputovány obě nohy v souvislosti s autoimunitním onemocněním zvaném systémová sklerodermie, jež u ní bylo diagnostikováno již ve 20 letech, ale razantně zaútočilo až ve stáří. V důsledku komplikací s touto chorobou i zemřela, její manžel zemřel o tři roky později. Dědicem autorských práv na postavu Emmanuelle i sídla manželů se stala jejich společná thajská milenka Nitya Phenkun.